# パラー州

パラー州
Estado do Pará

パラー州（パラーしゅう、Estado do Pará [paˈɾa] ( 音声ファイル)）は、ブラジルの北部に位置する州、州庁所在地はベレン。略称は「PA」である。

## 地理
西に隣接するアマゾナス州と並んでブラジル最大級の面積を持つ州。北にアマパー州、東にマラニャン州、トカンチンス州、南部にマットグロッソ州と面している。アマゾナス州から流れて来たアマゾン川の河口はこの州で大西洋に注がれる。
時差はシングー川及びアマパー州の州境から西側がブラジリアより1時間遅い。東側はブラジリアと同じである。

## 産業
世界最大の鉄鉱石の産地、カラジャスでは、大カラジャス計画が策定されている。カラジャス鉄道でマラニョン州のサン・ルイスにあるマデイラ港に集積され、港から海外へ積み出している。

## 隣接州
- アマパー州
- マラニョン州
- トカンティンス州
- マットグロッソ州
- アマゾナス州
- ロライマ州
- アッパー・タクトゥ＝アッパー・エセキボ州
- 東ベルビセ＝コレンティネ州
- シパリウィニ地方

## 主な都市
- ベレン
- アナニンデウア
- サンタレン
- マラバ（英語版）
- トメアスー（ポルトガル語版）

## 歴史
1822年、アマパー州がパラー州より分離・独立。
1924年7月24日に神戸港を出発し、9月22日にトメアスーに到着した日系人がアマゾンに植民し、農業の近代化に貢献した。1930年代にはジュートやブラックペッパーの栽培を開始。1970年代にはアグロフォレストリーを導入し、ハワイアンパパイア・メロン・アサイー等の栽培を開始。
サンパウロ州とパラナ州に次いで3番目に大きな日系人コミュニティーを擁している。

## 教育
- パラー州立大学
- パラー連邦大学

## 住民

### 民族
白人が23.0%、混血が69.9%、黒人が6.6%、アジア人もしくはインディオが0.5%である。
- ゾエ族（英語版）

### 言語
ポルトガル語

### 宗教
キリスト教カトリック

### 著名な出身者
- エリオ・グレイシー（ブラジリアン柔術家）
- ジオヴァンニ（サッカー選手）
- リョート・マチダ（総合格闘家）
- マギヌン（サッカー選手）
- ペドロ・ジュニオール（サッカー選手）
- ウェリトン（サッカー選手）
- 鈴木ブルーノ（サッカー選手）